# محمدآباد، مدوارات
محمدآباد، مدوارات روستایی در دهستان مدوارات، بخش مرکزی شهرستان شهربابک در استان کرمان است.